# 가사재판
가사재판(家事裁判)은 혼인, 이혼, 양자 등의 친족법 및 상속, 유언 등 상속법 관한 분쟁을 다루는 재판이다. 대한민국의 경우 가정법원 또는 법원 가정지원에서 가사재판을 주로 다루며, 종래 서울가정법원만이 있었으나, 현재는 부산가정법원을 시작으로 대전, 대구, 광주에 가정법원이 설치되었다.

## 같이 보기
- 가정법원